# Robert A. Johnson
Robert A. Johnson   (Portland, 26 de maig de 1921 - San Diego, 12 de setembre de 2018) va ser un destacat conferenciant i psicoanalista junguià estatunidenc autor de nombroses obres entre les quals destaquen He, She, We, Inner Work, Ecstasy, Transformation o Owning Your Own Shadow.

## Biografia
Robert A. Johnson va néixer a Portland, Oregon, en 1921. En 1933, a l'edat d'onze anys, va tenir una experiència mística que va influir en la resta de la seva vida. Després d'assistir a la Universitat d'Oregon i la Universitat Stanford, va anar a Ojai, Califòrnia, en 1945 per a estudiar amb el mestre espiritual indi Jiddu Krishnamurti. Dos anys més tard, va iniciar estudis de psicologia junguiana amb Fritz Kunkel, inscrivint-se finalment en el C.G. Jung-Institut Zürich, Suïssa. A principis de la dècada de 1950 va establir la seva consulta analítica a Los Angeles amb Helen Luke, i després de gairebé una dècada, va clausurar la seva consulta per a entrar en un monestir benedictí de Michigan, on va romandre durant quatre anys.
En 1967, Robert Johnson va tornar a Califòrnia per a continuar la seva vida com a terapeuta i per a donar una conferència a l'Església de St. Paul en Sant Diego, en estreta col·laboració amb John Sanford. En 1974, una col·lecció de les seves conferències va ser publicada per una petita impremta a Pennsilvània, i He: Understanding Masculine Psychology es va convertir en un èxit de vendes després que Harper & Row n'adquirís els drets.
El seu talent per a entreteixir la psicologia profunda, la mitologia i la interpretació dels somnis, presentant les teories de Jung amb senzillesa i harmonia, continua arribant a les persones a tot el món. Els llibres de Robert Johnson han venut més de 2,5 milions de còpies.
De 1973 a 1993, va viatjar anualment a l'Índia, sentint-se profundament a casa. De 1981 a 2002, va conduir molts tallers en el sud-est dels Estats Units d'Amèrica i el Canadà, organitzats per Journey Into Wholeness. Robert Johnson va viure en Sant Diego, gaudint el fruit de les seves moltes amistats. El viatge de la seva vida és explorat en profunditat en les seves memòries, Balancing Heaven and Earth.

## Obra
Els treballs de Robert A. Johnson inclouen les següents obres:
- He: Understanding Masculine Psychology (1974)
- She: Understanding Feminine Psychology (1976)
- We: Understanding the Psychology of Romantic Love (1983)
- Inner Work: Using Dreams and Active Imagination for Personal Growth (1986)
- Ecstasy: Understanding the Psychology of Joy (1989)
- Transformation: Understanding the Three Levels of Masculine Consciousness (1991)
- Femininity Lost and Regained (1991)
- Owning Your Own Shadow: Understanding the Dark Side of the Psyche (1993)
- The Fisher King and the Handless Maiden (1993)
- Lying with the Heavenly Woman (1995)
- Balancing Heaven and Earth: A Memoir of Visions, Dreams, and Realizations (1998) per Robert A. Johnson i Jerry M. Ruhl
- Contentment: A Way to True Happiness (1999) per Robert A. Johnson i Jerry M. Ruhl
- Living Your Unlived Life (2007) per Robert A. Johnson i Jerry M. Ruhl
- The Golden World, Audiobook (2007)
- Inner Gold: Understanding Psychological Projection (2008) per Robert A. Johnson i Arnie Kotler